# Namaland
Pour les articles homonymes, voir Nama.
1980–1989
Entités précédentes :
- Sud-Ouest africain

Entités suivantes :
- Namibie

Le Namaland était un bantoustan autonome situé dans le Sud de l'actuelle Namibie entre 1980 et 1989 quand le pays alors appelé Sud-Ouest africain était administré par l'Afrique du Sud. Il regroupait des populations de l'ethnie Nama et la langue officielle était le nama.
Namaland signifie pays de Nama

## Histoire
Le bantoustan du Namaland fut créé à la suite du rapport de la commission Odendaal de 1964. Il accéda à l'autonomie le 1er juillet 1980.
Il réintégra la Namibie en mai 1989 dans les régions de Hardap et de ǁKaras.

## Géographie

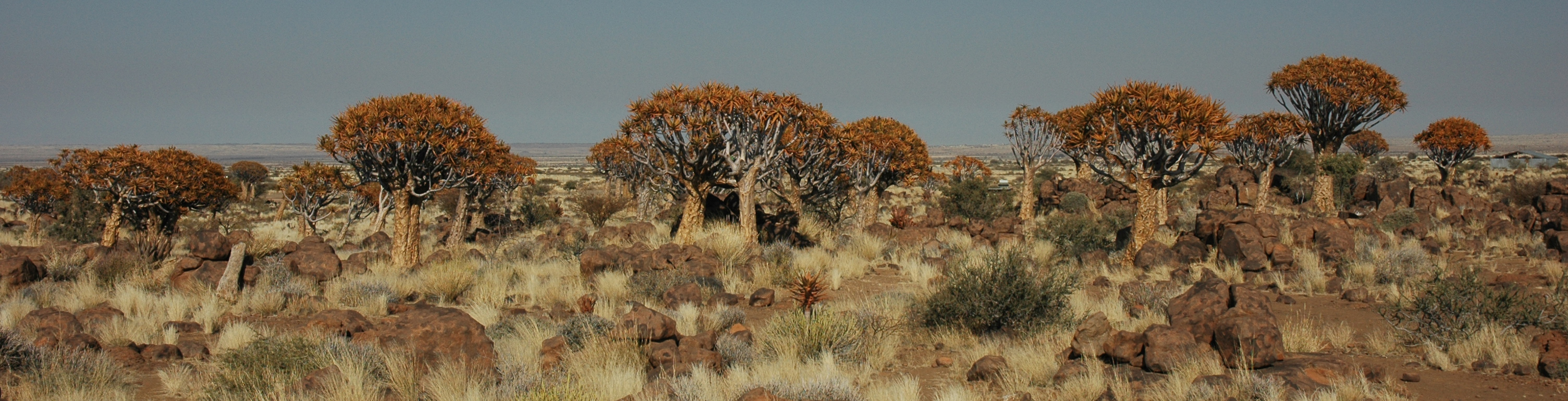
Paysage du Namaland (Quivertree Forest)

## Politique
Le Alliance démocratique de la Turnhalle (Democratic Turnhalle Alliance ou DTA en anglais) fut au pouvoir du Namaland de 1980 à 1989.

### Liste des chefs d'État du Kavangoland
- Namaland (autonomie)
  - Cornelius Cloete (président du comité exécutif) (DTA) : du 1er juillet 1980 au 31 mars 1985
  - Daniel Luipert (président du comité exécutif) (DTA) : du 31 mars 1985 à mai 1989